# Angels & Airwaves
Angels & Airwaves (ook wel AVA genoemd) is een rockband die werd opgericht door Blink-182-gitarist Tom DeLonge, bestaande uit zanger/gitarist Tom DeLonge, gitarist David Kennedy, drummer Ilan Rubin en bassist Matt Rubano.
De band werd opgericht nadat Blink-182 in 2005 uit elkaar ging. Ze bleven opnemen, zelfs nadat Blink-182 in 2009 herenigd was, en nadat DeLonge vervolgens in 2015 de band verliet, begon hij zich uitgebreider op Angels & Airwaves te concentreren. Tot op heden heeft de band zes studioalbums uitgebracht.

## Geschiedenis

### Vorming en oorsprong (2004-2005)
Tom DeLonge begon aan nieuw materiaal te werken tijdens de laatste tour van Blink-182 in 2004 en kort nadat ze uit elkaar gingen in februari 2005. Een half jaar lang werkte hij alleen in zijn thuisstudio voordat hij muzikanten verzamelde om de band te vormen. Terwijl er geruchten rond gingen over het uit elkaar gaan van Blink-182, koos DeLonge ervoor om zich zes maanden lang interviews interviews te vermijden over de kwestie en zijn toekomstplannen; in plaats daarvan concentreerde hij zich op het schrijven en opnemen in zijn thuisstudio. In september 2005 sprak hij eindelijk in het openbaar in Kerrang!, waar hij de naam onthulde van zijn nieuwe band, Angels & Airwaves. De band bestond uit voormalig Hazen Street en Box Car Racer -gitarist en middelbare schoolvriend David Kennedy, voormalig Rocket from the Crypt en The Offspring - drummer Atom Willard en voormalig The Distillers - bassist Ryan Sinn. 

### We Don't Need to Whisper(2005-2007)
Kort na de oprichting begon de band van midden 2005 tot begin 2006 met het opnemen van hun eerste album in de studio van DeLonge in Californië. Nadat een e-mail van een fan DeLonge echter had gehackt en vier demo's had gestolen, had Angels & Airwaves geen andere keuze dan de band uit te brengen. Hun debuutsingle "The Adventure", die naar radiostations werd gelekt, werd vroegtijdig uitgebracht op 18 mei 2006. Een paar dagen later, op 23 mei, brachten ze hun eerste album uit, We Don't Need to Whisper. Het album bereikte nummer 4 in de Billboard 200 en werd goud in zowel de VS als Canada. De rest van het jaar tot 2007 werd in beslag genomen door tournees, en begin 2007 keerde de supergroep terug naar de studio om aan een vervolgalbum te werken.
De problemen stapelden zich echter op en op 23 april 2007 kondigde Angels & Airwaves aan dat Ryan Sinn niet zou spelen op het Free Earth Day-concert op de MIT- campus vanwege problemen binnen de band. Na dit incident plaatste Sinn op 15 mei op het messagebord van de Army of Angels-fanclub dat hij "niet langer deel uitmaakte van Angels & Airwaves" en dat hij op de avond van 19 april een telefoontje had gekregen waarin zijn relatie met de band werd beëindigd. Matt Wachter (de voormalige bassist van Thirty Seconds to Mars) viel in voor de show en werd later bevestigd als permanent lid.

### I-Empire(2007-2009)
Het tweede studioalbum, getiteld I-Empire, en het eerste nummer "Everything's Magic" werden naar het internet gelekt en op 25 augustus 2007 was het het meest gevraagde nummer op radiostation KROQ in Californië. Angels & Airwaves begonnen het nummer op 28 augustus 2007 te streamen op hun MySpace-profiel. Het werd ook beschikbaar op iTunes en bereikte nummer drie op de iTunes Rock Chart op 11 september 2007, voordat het nummer zelfs maar beschikbaar werd gesteld voor landelijke airplay. De band nam de video voor de single op 20 en 21 januari op, en deze ging in première op 25 februari 2008. Hun tweede single "Secret Crowds" werd uitgebracht op 4 februari 2008, samen met een muziek video. De band bracht een derde single uit, "Breathe", die op 20 juni op internet werd uitgebracht.
Angels & Airwaves traden op elke locatie op Warped Tour 2008 op. Ze maakten ook een herfsttour ter ondersteuning van Weezer. DeLonge onthulde dat hij tijdens de eerste twee albums verslaafd was aan pijnstillers omdat hij enkele jaren eerder een hernia in zijn rug had opgelopen. 
De band nam een pauze van het optreden in 2009, terwijl DeLonge zich herenigde met Blink-182 voor een zomertour. Tijdens hun vrije tijd sloot Atom Willard zich aan bij Social Distortion als tourdrummer, terwijl Matt Wachter en David Kennedy aan de aankomende film begonnen te werken.

### LoveenLove: Part Two(2009-2012)
Toen DeLonge en Willard in de herfst terugkeerden, hervatte de band de productie van hun volgende album. Love werd het derde studioalbum van Angels & Airwaves, dat officieel wereldwijd werd uitgebracht op 14 februari 2010, nadat het was uitgesteld. Ze begonnen met de productie ervan in januari 2009, maar de voortgang verliep traag doordat Blink-182 herenigde en op tournee ging. De band had het album op tijd af voor de release op Valentijnsdag 2010. Love werd bijna 500.000 keer gedownload gedurende de eerste 48 uur na de releasedag. De eerste single van het album, "Hallucinations", werd op 23 december 2009 gratis beschikbaar gesteld via Modlife van de band. De band bracht de video ook uit via Modlife op 7 maart 2010.
De band toerde door Noord-Amerika, beginnend op 27 maart in Anaheim, Californië. De tour eindigde op 30 mei in Ventura, Californië, en DeLonge keerde terug naar Blink-182 om zich voor te bereiden op hun aanstaande album en Europese tournee. DeLonge onthulde oorspronkelijk dat er nog een tour zou komen, waarvan het gerucht ging dat deze data in het VK zou hebben, na de release van de Love- film in de herfst, maar de plannen werden gewijzigd vanwege DeLonge's verplichtingen met Blink-182. 
Het tweede studioalbum in het Love- project, Love: Part Two, werd uitgebracht op 8 november 2011.  DeLonge omschreef het album als beter dan het eerste deel van Love en bevestigde ook dat er een boxset zou komen met beide albums. en een dvd van de film. De eerste uitgebrachte single was "Anxiety"; het ging in première na Love Live op 10 augustus 2011. De videoclip voor "Anxiety" werd op 11 augustus 2011 op YouTube uitgebracht. 
Vóór de release van Love: Part II onthulde DeLonge dat Angels & Airwaves al was begonnen te werken aan twee nieuwe albums en twee bijbehorende films. Op 4 oktober werd op hun Facebook-pagina aangekondigd dat drummer Atom Willard de band had verlaten. Het vertrek leek een wederzijds begrip en Atom bedankte de leden van Angels & Airwaves voor een geweldige zes jaar samen muziek maken. Op 7 oktober werd aangekondigd dat Angels & Airwaves deel zou uitmaken van de line-up voor het Soundwave Festival in Australië, in februari en maart 2012. Op 20 oktober 2011 werd aangekondigd dat Ilan Rubin, beroemd om zijn werk met Lostprophets en Nine Inch Nails, de nieuwe drummer van de band werd. In 2012 werd bevestigd dat Angels & Airwaves in augustus 2012 op de Reading & Leeds-festivals van zou optreden. De band trad ook op tijdens het jaarlijkse KROQ Weenie Roast- concert op 5 mei 2012.

### The Dream Walker(2014-2016)
Op 1 april 2014 maakte DeLonge via zijn officiële Facebook-pagina bekend dat het vijfde album van de band op 31 oktober 2014 zou verschijnen. Op 24 juni 2014 werd onthuld dat Matt Wachter de band had verlaten om zich op zijn gezin te concentreren. DeLonge plaatste een bericht op Facebook waarin hij uitlegde dat ze nog steeds allebei goede vrienden zijn en dat Matt zich op een dag mogelijk weer bij hen zou voegen. Op 4 juli voltooiden Angels & Airwaves het filmen van hun nieuwe videoclip voor de nieuwe single op het album. Op 9 juli bevestigde Tom DeLonge in een fotopost op de Facebook-pagina van de band dat Eddie Breckenridge (van de post-hardcore band Thrice ) zich bij Angels & Airwaves had aangesloten.
Een nieuw nummer van het aankomende album, getiteld "Paralyzed", werd te koop aangeboden via MixRadio. Ingenieur Aaron Rubin bevestigde dat deze versie nog niet onder de knie was. Hij bevestigde ook dat de definitieve versie op 5 oktober zal worden uitgebracht. DeLonge maakte via zijn Twitter-account bekend dat "Paralyzed" niet de eerste single werd van The Dream Walker. "Paralyzed" ging op 7 oktober in première op RollingStone.com. Op 26 oktober lekte de eerste single van The Dream Walker, "The Wolfpack", uit op SoundCloud.  Op 30 oktober 2014 bracht Tom DeLonge de tracklijst voor het album The Dream Walker uit. Op 8 december werd het volledige album van The Dream Walker exclusief gestreamd met Rolling Stone.
In het licht van recente speculaties over de status van David Kennedy en Eddie Breckenridge bij de band, bevestigde DeLonge tijdens een interview met Rock Sound op 11 november dat beide leden nog steeds betrokken waren bij Angels & Airwaves, hoewel hij niet specificeerde in welke mate. 
Op 28 januari 2015 werd de videoclip voor "Tunnels" uitgebracht, met beelden uit DeLonge's animatiefilm Poet Anderson: The Dream Walker. In de video spelen ook David Kennedy en Eddie Breckenridge naast DeLonge en Rubin. 
Na zijn vertrek uit blink-182 in januari 2015 zei Tom DeLonge in maart in een interview dat hij verwachtte in 2015 vier albums uit te brengen - twee Angels & Airwaves-albums en twee soloalbums - waarvan er drie een begeleidende roman zouden bevatten.  Op 4 september 2015 bracht de band de EP ...Of Nightmares uit,  als eerste van de beloofde albums van DeLonge, gevolgd door een graphic novel. met dezelfde naam, geschreven door DeLonge en Suzanne Young in oktober. Tegen het einde van het jaar was dit (samen met DeLonge's soloalbum To the Stars... Demos, Odds and Ends) echter het enige album dat werd uitgebracht.
De band bracht op 5 april 2016 de EP Chasing Shadows uit, vergezeld van de gelijknamige roman, geschreven door DeLonge en AJ Hartley. 
Op 4 mei 2016 bracht de band een album met 26 nummers uit met demo's van The Dream Walker- sessies op de To the Stars- website. 

### Lifeforms(2017-heden)
In februari 2017 kondigde DeLonge aan dat hij een film zou regisseren, Strange Times, die gebaseerd zou zijn op zijn gelijknamige graphic novel-serie. De film zou nieuwe Angels & Airwaves-nummers bevatten, terwijl het volgende album als soundtrack zou dienen. De productie van de film zou eind 2017 beginnen, maar in december 2018 kondigde DeLonge aan dat  de romans in plaats daarvan zou omzetten in een televisieserie, en dat hij zou optreden als producer in plaats van als regisseur. 
Op 25 augustus 2017 bracht de band We Don't Need to Whisper – Acoustic EP uit, die akoestische opnames bevatte van de eerste vier nummers van hun eerste album. DeLonge verklaarde dat hij "de fans iets wilde geven terwijl de band werkt aan de soundtrack van de aankomende Strange Times- film." 
In april 2018 bevestigde DeLonge dat zowel David Kennedy als Matt Wachter zouden optreden op het volgende album van de band. In april 2019 tekende de band een platencontract bij Rise Records. Op 30 april bracht de band hun single "Rebel Girl" uit. De release bevestigde de huidige line-up van de band, bestaande uit DeLonge, Kennedy en Rubin, zonder dat er een verklaring werd gegeven voor de afwezigheid van Wachter. 23 dagen later werd bekend dat voormalige Taking Back Sunday- bassist Matt Rubano in de plaats van Wachter zou optreden. De band speelde hun eerste liveshow in zeven jaar op 28 augustus 2019 in Solana Beach, Californië, waar ze ook een ander nieuw nummer debuteerden, "Kiss & Tell", voordat het de volgende dag uitbrachten. 
In november 2019 kondigde de band plannen aan voor een wintertour die in december begint, evenals een verwachte releasedatum voor het album in 2020. Halverwege de tour in januari werden de resterende data opnieuw gepland nadat bij DeLonge de diagnose was gesteld een infectie van de bovenste luchtwegen. De verplaatste data werden uiteindelijk in april geannuleerd vanwege de COVID-19-pandemie in de Verenigde Staten . Als reactie op de pandemie schreef de band nog een nieuw nummer "All That's Left Is Love", dat op 16 april 2020 werd uitgebracht. 
Op 11 mei 2021 kondigde de band een nieuwe abonnementsdienst voor fans aan genaamd The Empire Club, die acht dagen later werd gevolgd door de release van de tweede single van het album, "Euphoria", en de bijbehorende videoclip.  was hun eerste release waarbij Rubano werd gecrediteerd als songwriter, wat bevestigde dat hij officieel bij de band was gekomen. Lifeforms werd officieel aangekondigd op 15 juni 2021, naast de release van de derde single van het album, "Restless Souls", en tourdata in de Verenigde Staten en Europa in 2021 en 2022. De Europese data van 2022 werden uiteindelijk echter geannuleerd vanwege zorgen over COVID. "Spellbound" en "Timebomb"  werden op 24 september 2021 uitgebracht.

## Leden

### Huidige leden
- Tom DeLonge - zang, gitaar, keyboards, synthesizers, basgitaar (2005-heden)
- David Kennedy - gitaar, keyboard, synthesizers, achtergrondzang (2005-2014, 2018-heden)
- Ilan Rubin - drums, keyboard, synthesizers, gitaar, basgitaar, achtergrondzang (2011-heden)
- Matt Rubino - basgitaar, synthesizers, achtergrondzang (2019-heden)

### Voormalige leden
- Atom Willard - drums (2005-2013)
- Ryan Sinn - basgitaar, achtergrondzang (2005–2007)
- Matt Wachter - basgitaar, synthesizer, achtergrondzang (2007–2014, 2018–2019)
- Eddie Breckenridge - basgitaar, achtergrondzang (2014)

## Discografie
- We Don't Need To Whisper (2006)
- I-Empire (2007)
- Love (2010)
- Love: Part two (2011)
- The Dream Walker (2014)
- Lifeforms (2021)